# Franky G
Franky G, nombre artístico de Frank Gonzalez (30 de octubre de 1965, Nueva York), es un actor estadounidense de cine y televisión. Se destaca por actuar en distintas películas y series de televisión, entre ellas las películas Saw II y Saw III en el papel de Xavier.

## Filmografía
- Manito (2002) - Junior Moreno
- Confidence (2003) - Lupus
- The Italian Job (La estafa maestra, en español) (2003) - Wrench
- Wonderland (Excesos, en español) (2003) - Louis
- Saw II (2005) - Xavier
- Saw III (2006) - Xavier
- The Devil's Tomb (2009) - Hammer
- Gun Hill Road (2011) - Tico.

## Televisión
- Jonny Zero (2005) - Jonny Calvo
- Smith (2006) - Joe
- New York Undercover.

- Datos: Q1058672